# Louis Thuasne
Louis Thuasne (Pseudonym: Hesnaut; * 9. November 1854 in Paris; † 9. Januar 1940 ebenda) war ein französischer Romanist,  Mediävist und Renaissanceforscher.

## Werke
- (Hrsg.) Johannis Burchardi Diarium sive Rerum urbanarum commentarii (1483–1506). Texte latin, 3 Bde., Paris 1883–1885
- Le Mal français à l’époque de l’expédition de Charles VIII en Italie, Paris 1886 (Skandalgeschichte der Syphilis; unter dem Pseudonym „Hesnaut“)
- Gentile Bellini et sultan Mohammed II, notes sur le séjour du peintre vénitien à Constantinople (1479–1480), Paris 1888 (türkisch Istanbul 2006)
- Djem-sultan, fils de Mohammed II, frère de Bayezid II. (1459–1495), Paris 1892
- (mit Léon Dorez)  Pic de La Mirandole en France (1485–1488), Paris 1897, Genf 1976
- (Hrsg.) Roberti Gaguini Epistole et orationes, Paris 1903, Genf 1977
- Études sur Rabelais, Paris 1904, 1969
- Rabelaesiana, Paris 1905
- François Villon et Jean de Meun, Paris 1906
- Rabelais et Villon, Paris 1907, 1969
- Villon et Rabelais. Notes et commentaires, Paris 1911, Genf 1969
- (Hrsg.) François Villon, Oeuvres. Édition critique, 3 Bde., Paris 1923, Genf 1967
- Le Roman de la rose, Paris 1929